# Les Charognards
Pour les articles homonymes, voir The Hunting Party.
Pour plus de détails, voir Fiche technique et Distribution.
Les Charognards (The Hunting Party), est un film américain de Don Medford sorti en 1971.

## Synopsis
Redoutés dans toute la région, Franck Calder (Oliver Reed) et sa bande de hors-la-loi font irruption dans le comté de Ruger, Texas. Son but : enlever une institutrice qui lui apprendrait à lire et à écrire. Il ignore encore que son otage, la belle Melissa (Candice Bergen), est l'épouse de Brandt Ruger (Gene Hackman), le maître de la région qui ne connaît qu'une réponse, la loi du plus fort. Celui-ci, à la tête d'une petite armée (en possession de fusils longue portée à lunette), se lance sur les traces de Calder et de ses hommes, déterminé à leur faire mordre définitivement la poussière.

## Fiche technique
- Titre : Les Charognards
- Titre original : The Hunting Party
- Réalisateur : Don Medford
- Scénario : William Norton
- Musique : Riz Ortolani
- Pays : États-Unis
- Genre : Western
- Durée : 107 min
- Date de sortie : 30 septembre 1971
- Affiche : Jouineau Bourduge (France)

## Distribution
- Oliver Reed  (V.F : Marcel Bozzuffi)  : Frank Calder
- Gene Hackman  (V.F : Jean-Henri Chambois)  : Ruger
- Candice Bergen  (V.F : Perrette Pradier) : Melissa
- Simon Oakland  (V.F : Pierre Collet)  : Matthew Gunn
- Mitch Ryan  (V.F : René Arrieu)  : Doc Harrison
- L. Q. Jones (V.F : Philippe Mareuil) : Hog Warren
- G. D. Spradlin (V.F : Jacques Thébault) : Sam Bayard
- Ronald Howard (V.F : Georges Atlas) : Watt Nelson
- William Watson (V.F : Denis Savignat) : Jim Loring
- Emilio Rodríguez (V.F : Serge Lhorca) : le prêtre

## Novélisation
Le scénario fait l'objet d'une novélisation sous le titre éponyme par Joe Millard (Série noire no 1539)